# Tony Vilar
Tony Vilar, pseudonimo di Antonio Ragusa (Carolei, 13 giugno 1938 – New York, 6 ottobre 2020), è stato un cantante italiano.

## Biografia
Di famiglia povera, costretto a emigrare, nel 1952 va, come molti italiani in quel tempo,  a cercar fortuna in Argentina. A Buenos Aires si avvicina al mondo della musica grazie all'appoggio di alcuni connazionali, iniziando a cantare a feste e balere dove riscuote notevole successo e inizia a sconfinare oltre lo stato argentino.
Gli anni sessanta segnano una grande svolta per Antonio Ragusa, che in arte da allora si chiamerà Tony Vilar, il quale porterà al successo il brano internazionale dei fratelli Rigual, Cuando calienta el sol: il brano supererà il milione di dischi venduti, e garantirà all'artista fama internazionale. Tony Vilar inizia ad essere richiestissimo, tanto da dover affrontare a volte anche quattro spettacoli in una serata.
Rimane sempre legato all'Italia, tanto che riproporrà in chiave ispano-americana numerosi brani di successo in Italia, portando a conoscenza al suo pubblico le canzoni di Mina e Adriano Celentano.
Dopo un concerto a Buenos Aires nel 1978, viene abbracciato e osannato da alcune fan, ma subirà una delusione che lo segnerà oltremodo, costringendolo a lasciare il mondo della musica.
Il suo ritiro dalle scene avviene in sordina, decide di intraprendere la carriera da imprenditore trasferendosi a New York nel Bronx aprendo una concessionario di automobili usate.
Nel 2005 il regista Giuseppe Gagliardi ricostruisce la sua storia nel film La vera leggenda di Tony Vilar. Presentato fra gli Eventi speciali della Festa del Cinema di Roma 2006, è uscito nelle sale italiane il 24 novembre 2006.
Il cantante ha espresso molte lodi a favore di questo film a lui dedicato, perché è stato un'opportunità di tornare in Italia con proprio nome d'arte.

## Discografia
Long Play 1961 - Y los cielos lloraron - Cuando Calienta el Sol - Quince años tiene mi amor - Rock del Fuego - Diablito - Esa Chica - Mira como me Balanceo - Nada vale sin amor - IMPACTO Long Play 1962- El extraño es pelado 1970 - Rolando Y Mónica (tema de la novela Rolando Rivas Taxista 1974)  Nuestra Rutina 1975 -